# 吉爾德豪斯 (密蘇里州)
吉爾德豪斯（英語：Gildehouse）是位於美國密蘇里州富蘭克林縣的非建制地區。

## 歷史
吉爾德豪斯的郵局於1894年設立，其後於1906年停運。

## 地理
吉爾德豪斯所處的海拔為高於海平面192米（即630英呎），而該地所採用的時區為UTC-6，即北美中部時區（CST）。同時該地設有夏令時間，為UTC-6調快一小時，即UTC-5（CDT）。